# コーラルエクスプレス号

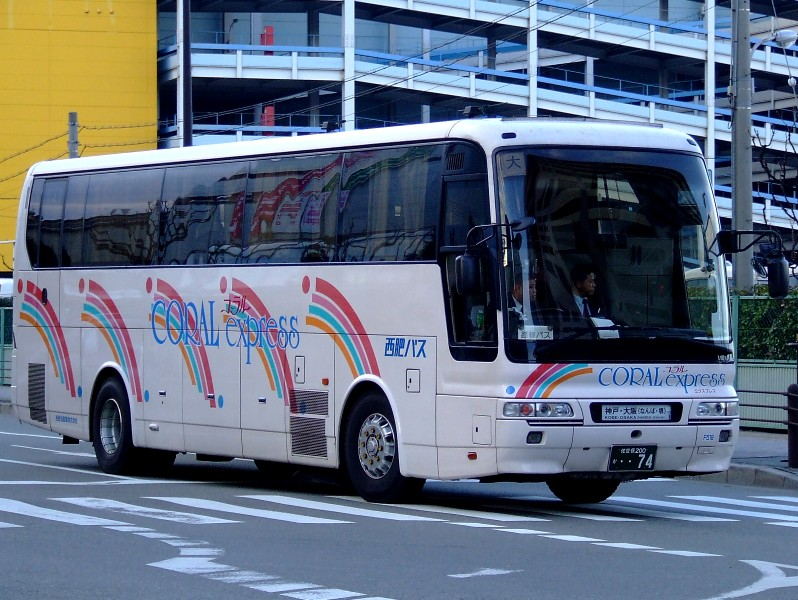
コーラルエクスプレス号（西肥自動車）

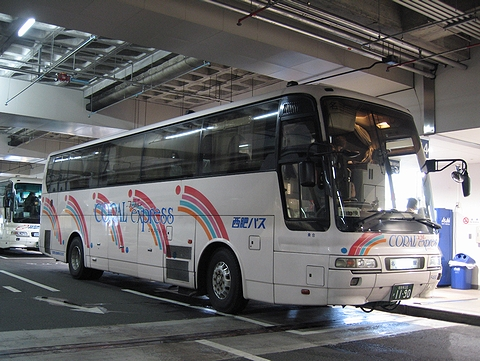
コーラルエクスプレス号名古屋線（西肥自動車）

コーラルエクスプレス号（コーラルエクスプレスごう）は、かつて西肥自動車幹事で愛知県名古屋市および、大阪府堺市と長崎県佐世保市間を運行していた高速バス路線である。

## 運行系統

### 大阪 - 佐世保線
2013年9月30日をもって路線休止となった。
- 堺東駅前 - 堺駅前 - なんば高速バスターミナル - 湊町バスターミナル - 大阪駅前（桜橋口　アルビ前）[1] - 神戸三宮 ⇔ 武雄温泉駅前 - 有田工高前 - 早岐田子の浦 - 佐世保バスセンター - ハウステンボス
  - 本州内の停留所相互間および九州内の停留所相互間のみの乗車は不可だった。

#### 運行会社
- 西肥自動車（西肥バス）
  - 担当営業所：東部営業所
- 南海バス　
  - 担当営業所：堺営業所
  - 南海バスでは、同社の夜行高速バス統一愛称である「サザンクロス」という愛称を案内に使用していた。

### 名古屋 - 佐世保線
2011年10月31日をもって路線廃止となった。
- （主要停留所のみ記述）

名鉄バスセンター - 武雄温泉駅前 - 有田工高前 - 佐世保バスセンター - ハウステンボス
- - 九州内の停留所相互間のみの乗車は不可であった。

#### 運行会社
- 西肥自動車（西肥バス）
  - 担当営業所：東部営業所（単独運行）
- 名古屋側の運行支援業務は名鉄バス名古屋中央営業所が担当（予約・発券業務のみを担当）。
  - かつては名古屋鉄道（当時）との共同運行であった。
  - （現）名鉄バスでは「西海路号」（さいかいじごう）という愛称を案内に使用していた。

## 沿革
- 1989年7月24日 - 大阪線運行開始[2]。当時は佐世保駅前止まり[2]。
- 1991年4月26日 - 名古屋線運行開始[3]。当時は佐世保駅前止まり。
- 1993年8月1日 - 名古屋線がハウステンボスに乗り入れ開始[4]。
- 1993年8月 - 大阪線がハウステンボスに乗り入れ開始
- 1999年3月 - 名古屋線から名古屋鉄道が撤退、西肥自動車の単独運行へ。
- 2006年7月 - 大阪線が神戸三宮へ乗り入れ開始。
- 2011年10月31日 - 名古屋線が廃止。代替措置として「させぼ号」と「どんたく号」（福岡 - 名古屋間、西日本鉄道・名鉄バス運行）の乗り継ぎ割引乗車券「佐世保名古屋乗り継ぎきっぷ」を発売開始。
- 2012年7月20日 - 大阪線　「大阪駅前（桜橋口　アルビ前）」停留所を新設[5][6]。
- 2012年8月20日 - 大阪線　「大阪駅前（桜橋口　アルビ前）」停留所前にあるミキヤコーヒー大阪駅ALBi店で、乗車券の販売を開始及び、乗車券提示によるドリンク割引サービスを開始[7][8]。
- 2013年9月30日 - 大阪線が休止。

## 使用車両
両線とも独立3列シート・トイレ付の三菱ふそう製スーパーハイデッカー車およびハイデッカー車が使用されていた。なお、年始年末・お盆等のラッシュ時には西肥バス運行分は、続行便に貸切車両が使用されていた。

## 注記
1. ↑  南海電鉄公式ＨＰより　大阪駅ＡＬＢＩ前停車追加案内
2. 1 2  “夜行バス開設免許”. 交通新聞 (交通新聞社):  p. 1. (1998年6月21日)
3. ↑  “名古屋-鹿児島など 高速バス4路線免許”. 交通新聞 (交通新聞社):  p. 1. (1991年4月12日)
4. ↑  “名鉄・西肥自動車高速バス ハウステンボスへ延長”. 交通新聞 (交通新聞社):  p. 2. (1993年7月31日)
5. ↑  高速バス「大阪・京都～小田原・藤沢・鎌倉線」「大阪・神戸～佐世保・ハウステンボス線」　7月20日～ 「大阪駅前」停留所新設 および 一部発着時刻変更のお知らせ (PDF)  - 南海バス 2012年6月22日発表
6. ↑  夜行高速バス 佐世保・ハウステンボス～大阪線『大阪駅前（桜橋口・アルビ前）』バス停留所新設 ＆ ポカリスエットプレゼントキャンペーン実施について (PDF)  - 西肥自動車 2012年6月22日
7. ↑  南海高速バス 「佐世保・ハウステンボス」行き 「小田原・鎌倉・戸塚」行き 大阪駅前（桜橋口アルビ前）停留所　よりご乗車のお客さま へのお知らせ (PDF)  - 南海バス 2012年8月20日
8. ↑  西肥バス　南海バス 「佐世保・ハウステンボス」行き（高速乗合バス）大阪駅前（桜橋口アルビ前）停留所　よりご乗車のお客さま へのお知らせ (PDF)  - 西肥自動車 2012年8月20日